# Day Bosanquet
Day Hort Bosanquet (Alnwick, 22 marzo 1843 – Newbury, 28 giugno 1923) è stato un ammiraglio e politico britannico.

## Biografia
Era il figlio di reverendo Robert William Bosanquet, e di sua moglie, Caroline MacDowall. 
Nel 1857 si unì alla Royal Navy ed era presente alla presa di Canton. È stato nominato Comandante in Capo della Stazione Indie Orientali nel 1899, ed è stato così fino a giugno 1902, quando tornò a casa. Due anni dopo fu nominato Comandante in Capo, Nord America e della Stazione Indie Occidentali nel 1904 e Comandante in capo, Portsmouth nel 1907.
In pensione Bosanquet divenne Governatore del South Australia.
La figlia, Beatrice Mary Bosanquet (1881-1 settembre 1957), sposò il vice-ammiraglio Sir Raymond Fitzmaurice, dalla quale ebbe una figlia. 
Morì il 28 giugno 1923 a Newbury.